# August Dieckmann
August Dieckmann (29 de maio de 1912 — 10 de outubro de 1943) foi um militar alemão da Waffen-SS.

## Honrarias
- Cruz de ferro de 2ª e 1ª classe
- Distintivo da infantaria de assalto em prata
- Cruz germânica em ouro (28 de fevereiro de 1942)
- Cruz de cavaleiro da cruz de ferro com folhas de carvalho e espadas[1]
  - Cruz de cavaleiro (24 de abril de 1942)[1]
  - Folhas de carvalho (16 de abril de 1943)[1]
  - Espadas (10 de outubro de 1943) (postumamente)[1]